# Sopranisten
Die Sopranisten (Modulatricidae, Syn.: Arcanatoridae) sind eine Vogelfamilie in der Ordnung der Sperlingsvögel (Passeriformes). Die drei Arten der Familie kommen in weit verstreuten Verbreitungsgebieten in verschiedenen Gebirgsgegenden in Afrika vor, unter anderem bei den Vulkanen der Kamerunlinie in Nigeria und Kamerun, in den Wäldern entlang des Albert-Grabens in Ostafrika, am Mount Elgon im westlichen Kenia, in den Udzungwa- und Usambara-Bergen in Tansania und in den Wäldern am Monte Namuli im nördlichen Mosambik.

## Merkmale
Sopranisten sind 15 bis 19 cm lang werdende drosselartige Singvögel mit einem bräunlichen, olivfarbenen oder teilweise auch hellbeigen, feinen und dichten Gefieder. Männchen und Weibchen unterscheiden sich äußerlich kaum. Der Kopf ist klein bis mittelgroß, der Hals ist relativ dick. Die Flügel sind kurz und abgerundet, der Schwanz ist mittellang. Der Schnabel ist kurz oder mittelgroß und gerade. Die Beine sind mittellang, die Füße relativ groß.

## Lebensraum und Lebensweise
Sopranisten leben in tropischen Bergwäldern mit dichtem Unterbewuchs. Sie ernähren sich von Wirbellosen und Beeren und suchen ihre Nahrung vor allem auf dem Erdboden in der Laubschicht. Graubrust- und Fleckenkehlsopranist folgen auch den „Heerzügen“ der Wanderameisen, um die vor ihnen fliehenden Insekten zu erbeuten. Die Brutbiologie der Sopranisten ist bisher kaum bekannt. Die Nester sind offen und napfförmig und werden etwa zwei Meter über dem Erdboden aus kleinen Zweigen, Blättern und Moos errichtet. Das Gelege umfasst zwei Eier.

## Systematik

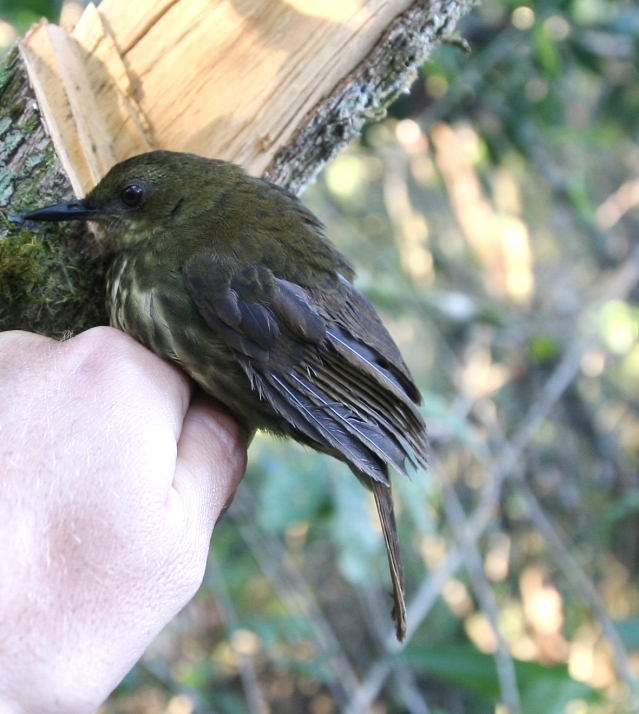
Strichelkehlsopranist (Arcanator orostruthus)

Die drei Arten der Sopranisten wurden früher den Familien der Bülbüls (Pycnonotidae), Drosseln (Turdidae) oder Tangaren (Thraupidae) zugeordnet. Sie bilden jedoch eine gemeinsame Klade, die eine relativ basale Stellung in der Überfamilie Passeroidea einnimmt, und wurden deshalb im Jahr 2015 in eine eigenständige Familie, die Modulatricidae, gestellt.

## Arten
Es gibt drei Gattungen mit drei Arten:
- Strichelkehlsopranist (Arcanator orostruthus)
- Graubrustsopranist (Kakamega poliothorax)
- Fleckenkehlsopranist (Modulatrix stictigula)